# أنيتا بلاي
أنيتا بلاي (بالإنجليزية: CocknBullKid)‏ هي مغنية ومغنية مؤلفة بريطانية، ولدت في 1985.

## وصلات خارجية
- أنيتا بلاي على موقع ميوزك برينز (الإنجليزية)
- أنيتا بلاي على موقع ميوزك برينز (الإنجليزية)
- أنيتا بلاي على موقع ديسكوغز (الإنجليزية)